# Gergő Bíró
Gergő Bíró (* 17. Mai 1994) ist ein rumänischer Eishockeyspieler, der seit 2020 beim Gyergyói HK in der rumänischen Eishockeyliga und der multinationalen Erste Liga, der früheren MOL Liga, spielt.

## Karriere

### Club
Gergő Bíró, der der ungarischsprachigen Minderheit der Szekler in Rumänien angehört, begann seine Karriere beim HSC Csíkszereda, dem traditionsreichen Klub der Szekler aus seiner Heimatstadt, für den er in der ungarischen U18-Liga spielte. 2010 wechselte er in die Slowakei um beim HK Nitra in der höchsten slowakischen Spielklasse seiner jeweiligen Altersstufe zu spielen. Nach Ende seiner Juniorenzeit kehrte er 2014 zum HSC Csíkszereda zurück, für den er eine Spielzeit in der MOL Liga und vereinzelt auch in der rumänischen Liga zum Einsatz kam. Von 2015 bis 2020 spielte er beim ASC Corona 2010 Brașov ebenfalls in der MOL Liga und der rumänischen Eishockeyliga. Mit dem Klub wurde er 2017 rumänischer Meister. 2020 wechselte er zum Ligakonkurrenten Gyergyói HK.

### International
Bíró spielt international im Gegensatz zu anderen Szeklern, die für Ungarn antreten, für sein Geburtsland Rumänien. Im Juniorenbereich nahm er an den U18-Weltmeisterschaften 2010, 2011 und 2012 sowie den U20-Weltmeisterschaften 2012, 2013 und 2014 jeweils in der Division II teil.
Sein Debüt in der Herren-Nationalmannschaft gab Bíró bei der Weltmeisterschaft 2014 in der Division I, als die Rumänen in die Division absteigen mussten, 2018 und 2019. Bei der Weltmeisterschaft 2017 gehörte er zum rumänischen Team in der Division II, mit dem ihm der Wiederaufstieg in die Division I gelang.

## Erfolge
- 2012 Aufstieg in die Division II, Gruppe A bei der U20-Weltmeisterschaft der Division II, Gruppe B
- 2017 Rumänischer Meister mit dem ASC Corona 2010 Brașov
- 2017 Aufstieg in die Division I, Gruppe B bei der Weltmeisterschaft der Division II, Gruppe A
- 2019 Aufstieg in die Division I, Gruppe A bei der Weltmeisterschaft der Division I, Gruppe B

## MOL-/Erste-Liga-Statistik
(Stand: Ende der Saison 2020/21)